# Першаков, Александр Станиславович
Александр Станиславович Першаков (род. 19 октября 2006, Новосибирск) — российский хоккеист, нападающий.

## Биография
Воспитанник новосибирской «Сибири». С сезона 2023/24 — игрок команды МХЛ «Сибирские снайперы». 12 сентября 2024 года дебютировал в КХЛ, в гостевом матче «Сибири» с «Северсталью» (5:2) набрав одно (0+1) очко.